# 新新聞
《新新聞周刊》為中華民國（臺灣）的政治類週刊，1987年創刊，每週四出版，口號是「台灣不能沒有的聲音，最犀利的新聞時事周刊」，創刊時核心人物包括從中國時報系離職的王健壯、南方朔（王杏慶）、司馬文武（江春男）、周天瑞、胡鴻仁等，被視為自由主義刊物。

## 歷史
《新新聞》於1987年3月12日創刊，2000年陳水扁政府執政後對民主進步黨的批判增加。
1997年10月，為因應1997年中華民國縣市長選舉，超級電視台新聞部與《新新聞》聯合社會立法運動聯盟等社會運動團體組成「超媒體、新媒體、跨社團1997縣市長選舉新聞網」，並設立本次活動的專屬網站《台灣戰國志》。
2004年10月6日，《新新聞》第917期刊登民進黨創黨元老楊祖珺的文章，顛覆民進黨官方版黨史。2007年，國寶人壽大股東朱國榮（本名朱子昭，前大圈仔）投資《新新聞》，成為《新新聞》社長。2010年9月23日，高點電視台與《新新聞》合作製播的談話性節目《高點新心聞》開播。
2017年4月，風傳媒董事長張果軍買下《新新聞》100%股權，成為《新新聞》董事長兼社長。4月23日，《新新聞》舉行30周年社慶酒會，專欄作家公孫策（陳哲明）表示，《新新聞》名稱是他告訴司馬文武的，因為「舊新聞」可以淘汰了，這是《新新聞》的精神；《新新聞》創刊時能讓當時執政黨中國國民黨接受，是因為沒有脫離事實，從來不講非事實的部分，也就是「新聞主義」，堅持講真實的，才不會無緣無故被查禁。
2021年1月14日，《新新聞》宣布2月4日，1770期發行後，暫停紙本在台灣的發行，轉為線上閱讀。發行於官網和各大電子書平台。
美國洛杉磯《新新聞》仍維持紙本發行。

## 爭議事件
2000年11月16日，《新新聞》第715期報導中華民國副總統呂秀蓮「嘿嘿嘿」指稱中華民國總統陳水扁與立法委員蕭美琴有曖昧關係，而被提起告訴；在審訊過程中，《新新聞》未能提出足夠佐證，因而被中華民國最高法院判決敗訴定讞。
2004年3月26日，《新新聞》第890期報導記者劉伯姬撰文，說百萬廢票行動聯盟召集人鄭村棋與該聯盟撇清關係，還說鄭村棋對媒體表示「當時喊出一百萬張廢票的目標，只是廣告詞，原本就不預期達成」。同日，百萬廢票行動聯盟抨擊，該文為「非專業、揣測性報導」、「既不客觀，亦藐視理性選民投廢票的自主性」；同日下午，該聯盟以電話向《新新聞》抗議並要求與總編輯楊照見面說明報導處理原則，但《新新聞》表示楊照不在，該聯盟改要求《新新聞》採訪主任楊舒媚說明報導處理原則，遭楊舒媚以新聞自由為由拒絕並掛斷電話，「偏頗報導在前，對被報導者要求該刊清楚說明之合理訴求又悍然拒絕於後」。
2013年1月16日，《新新聞》第1350期報導記者李彥謀撰文，影射前民進黨主席蔡英文辦公室有內賊，導致蔡訪越南極機密文件外流，「此次，蔡英文再次遭到近身幕僚背叛」。2013年1月18日，小英教育基金會發布聲明稱「這項單純的行程無法順利成行，主要原因為越南政府在內部協調上的問題，越方並在第一時間會知我方相關決定，基金會也表示可以理解，請外界無須過度解讀」。
2013年2月21日，《新新聞》第1355期報導，宣稱「來自中國對台系統的權威消息」指出，本年3月底、4月初在北京市舉辦的“美麗台灣”美術展開幕式，中國國民黨榮譽主席連戰、前民進黨主席謝長廷與前台灣團結聯盟主席蘇進強「都會正巧人在北京，再私下分別會見中共總書記習近平」，以“文化交流”包裝“政治交流”。謝長廷回應，蘇進強在過年打電話邀請他參加該活動，但他已婉拒，他本年4月沒有訪問中國的計畫；蘇進強則回應，“三位前主席會晤習近平”這種說法太誇張，根本不了解中國共產黨的政治運作模式，「怎麼可能那麼早就知道習近平要見誰」。
2014年5月15日，《新新聞》第1419期報導主筆郭瓊俐撰文，提到本年2月21日上午有人目擊總統馬英九之胞姊馬以南與臺灣省政府外事秘書郭冠英在兄弟大飯店共進早餐，內容並影射馬以南協助關說郭冠英的人事案；但馬以南共進早餐之對象實為國立清華大學副校長劉容生而非郭冠英，馬以南揚言提告；同日晚上，《新新聞》發布道歉聲明，承認將劉容生誤認為郭冠英，「因內部作業疏失，造成馬以南、郭冠英、劉容生的困擾及名譽損失，鄭重向三位當事人及讀者致上最深的歉意，敬請各界勿再轉載、轉貼或引用」。馬以南控告《新新聞》總編輯林瑩秋、總主筆郭宏治與主筆郭瓊俐加重誹謗罪。2014年5月21日，馬以南抨擊，「《新新聞》刊出前未審慎查證，電視媒體24小時都在報導，嚴重貶損當事人，傷害已經造成」。2014年11月13日，臺灣臺北地方法院判決，郭冠英與劉容生外貌相近，林瑩秋在兄弟大飯店以手機拍到馬以南與劉容生共進早餐照片時確實可能將劉容生誤認為郭冠英、進而產生「馬以南與郭冠英交情匪淺」的確信，並非憑空捏造；雖然《新新聞》未向當事人求證，但查證本就不限制須用何種方式求證；林瑩秋根據親身目擊的經驗，將她以手機拍到的照片交給郭瓊俐，並轉述目擊所見，足見並非在毫無證據下捏造新聞，不能僅因未向當事人查證就認定有惡意誹謗的犯意；故判決林瑩秋、郭宏治與郭瓊俐無罪。
2014年12月3日，国务院台湾事务办公室發布新聞稿，《新新聞》第1448期引述匿名消息來源報導台灣2014年九合一選舉結果揭曉後習近平指示對台工作小組研究「邀請民進黨領導人訪問中國」的可能性一事純屬造謠，「大陸的對台方針政策沒有改變」。
2015年4月1日，《新新聞》第1465期報導記者黃琴雅撰文，引述匿名消息來源報導TVBS總經理楊鳴與TVBS法務室資深經理范立達先後離職的內幕，指控台北市內湖區TVBS企業總部修繕水管計畫傳出弊端是他們離職的導火線。楊鳴與范立達認為該文中「也許是調查內湖大樓疏失案的風聲走漏，農曆年後，楊鳴突提辭呈」等語影射他們離職與修繕水管計畫涉弊有關，控告黃琴雅及《新新聞》總編輯林瑩秋等4人誹謗。2015年11月9日，臺灣臺北地方法院檢察署宣布，該文內容可受公評，非惡意栽贓杜撰，故裁定黃琴雅等4人不起訴處分。
2015年5月20日，《新新聞》第1472期引述匿名消息來源報導，臺北市政府勞動局實施媒體勞動檢查之後，《中國時報》、《台灣蘋果日報》、《自由時報》的人力資源單位相約與《聯合報》人力資源單位一起去找新北市政府勞工局尋求「政治庇護」，於是促成5月5日新北市政府勞工局與上列四大報人資主管的會面，「新北選擇與資方坐下來談，除了與北市的策略差異外，也展現了善與媒體高層打交道的政治手腕……隔日，《中時》、《聯合》宣稱四大報已達成共識，記者工時將採『工作八小時加自行調配休息四小時』制……5月7日，《中時》實施記者自行記錄工時制度，以新北市提供的表格為範本，記者需在指定表格上每日自填工時並簽名，每月攜回報社繳交；聯合報系也同步宣布，《聯合晚報》採訪中心工作時間為早上八點到晚上八點，《聯合報》的工作時間則是早上十一點到晚上十一點，其中四小時為休息時間，超過十二小時才能算加班時間，加班需經主管核可。一周後，《自由時報》宣布採取『八加四工時制』，可能比照《中時》作法，由記者自填出勤紀錄。」同日，新北市政府勞工局回應，新北市政府勞動檢查處於4月23日主動發文給四大報，要求四大報人資主管於5月5日開會溝通外勤記者工時認定，過程中並無報導所稱三大報人資單位相約與《聯合報》人資一起找新北市政府勞工局局長謝政達促成此會議，5月5日當天會議結論亦強調「有關外勤記者工時認定與管理應獲得工會及勞資會議的同意，勞檢處並將於5月底、6月初派員訪視實施情形」；至於報導所稱《中國時報》、《聯合報》與《自由時報》預備實施「工作8小時加自行調配休息4小時」制度，「勞檢處並未同意、也不知悉，且不認為合乎法律規定，自然無『為媒體解套』之情形；週刊據此形容媒體集體向新北尋求『政治庇護』，顯與事實不符」。

## 外部連結
- 官方网站 （繁體中文）
- 新新聞的Facebook專頁